# Eumecichthys fiski
Eumecichthys fiski es una especie marina poco común de la familia Lophotidae, y el único miembro de su género. Es probable que se distribuya en todo el mundo, después de haber sido descubierto por primera vez en la bahía de Kalk, en África del Sur, y posteriormente fuesen reportados  algunos avistamientos en el Mar del Japón, el suroeste de Florida, la Isla Clarión, Hawái e India. 
Se encuentra en la zona batial a una profundidad de alrededor de 1000 metros (3300 pies).